# ناو کلاس آوبا
کروزر کلاس آوبا (به انگلیسی: Aoba-class cruiser) یک کلاس از کشتی است که طول آن ۶۰۷ فوت (۱۸۵ متر) می‌باشد.